# Дежно-при-Подлехнику
Дежно-при-Подлехнику (словен. Dežno pri Podlehniku) — поселення в общині Подлехник, Подравський регіон‎, Словенія.